# Pôle d'équilibre territorial et rural Nivernais-Morvan
Le Pays Nivernais-Morvan est un Pôle d'équilibre territorial et rural et anciennement un Pays régi par la loi Voynet, situé au nord-est du département de la Nièvre, dans la région Bourgogne-Franche-Comté.

## Composition
Le Pays Nivernais-Morvan regroupe 199 communes  regroupées dans 5 communautés de communes :
1. Communauté de communes Amôgnes, Cœur du nivernais
2. Communauté de communes Bazois, Loire, Morvan
3. Communauté de communes Haut Nivernais Val d'Yonne
4. Communauté de communes Morvan, Sommets et grands lacs
5. Communauté de communes Tannay, Brinon, Corbigny

## Administration
Le siège du Pôle d'Equilibre Territorial et Rural se situe à Corbigny. Il est présidé par Christian Paul.

## Missions
Ses missions sont diverses et touchent divers domaine tel que, la santé, l'économie ou les mobilités. Le PETR mets également en œuvre des projets, en lien avec d'autres entités territoriales. Il a par exemple pour mission l'organisation d'une expérimentation de Territoire zéro chômeur ou l'initiative "Villages du futur".